# Halászmacska
A halászmacska (Prionailurus viverrinus) az emlősök (Mammalia) osztályának ragadozók (Carnivora) rendjébe, ezen belül a macskafélék (Felidae) családjába tartozó faj.
Az Indiához tartozó Nyugat-Bengál címerállata.

## Előfordulása
A halászmacska előfordul Indiában, Nepálban, Srí Lankán, Bangladesben, valamint az indokínai Thaiföldön, Kambodzsában, Laoszban, Malajziában és Vietnámban. Az Indonéziai Szumátra és Jáva szigeteken is jelen van; az utóbbi sziget elterjedésének a legdélebbi határa. Ezt a macskafélét Pakisztánból kihaltnak vélték, ám 2012-ben, a Szindh nevű tartományban észrevették egy példányát. Habár széles előfordulási területtel rendelkezik, ez a terület nem egységes és a különböző állományok nemigen érintkeznek egymással; ennek ellenére külön alfaját ezidáig még nem észlelték.
Az élőhelyének az elvesztése, valamint a vadászata veszélyezteti a fennmaradását.

## Megjelenése
Nemének a legnagyobb faja. A fej-testhossza 57-78 centiméter, farokhossza 20-30 centiméter, testtömege 5-16 kilogramm. A halászmacska szőrzetének az alapszíne többféle szürkés árnyalat; ezt a fejtől egészen a vállakig sötét csíkok, a háton és az oldalakon ovális foltok borítják. A lekerekített fülein, hátul egy-egy fehér pont látható. A hasi része fehér, de a torkán két sornyi sötét pontozás van. A farka rövid, nem éri el testének a felét sem, a végein fekete gyűrűk ülnek. Körülbelül kétszer akkora, mint a házi macska (Felis silvestris catus), erőteljes testfelépítésű, viszont testéhez képest rövid lábú. Az ujjai közt kezdetleges úszóhártyák találhatók, nem annyira fejlettek, mint a leopárdmacska (Prionailurus bengalensis) esetében. A laposfejű macskához (Prionailurus planiceps) hasonlóan a karomtokjai elcsökevényesedtek, emiatt a macskának nyugalmi állapotban is kilátszanak, legalábbis részben a karmai.

## Életmódja
Amint neve is utal rá, a halászmacska élőhelye mindig valamilyen vízközelben van; lehet az lápvidék, folyó, holtág, tó, mocsár vagy mangroveerdő. Éjszaka vadászó, magányos állat, amely igen jól tud úszni, néha a víz alatt is. A nősténynek 4-6 négyzetkilométeres a területe, a hímé ennél jóval nagyobb, akár 16-22 négyzetkilométert is lefedhet.
Vadászatkor, vagy inkább halászatkor a partok szélén figyeli az áldozatát, de néha a vízben úszva is zsákmányol. Az ürülékét vizsgálva a kutatók megtudták, hogy a halászmacska táplálékának a háromnegyedét halak alkotják; a maradék egynegyedet madarak, rovarok és rágcsálók teszik ki. Néha puhatestűekkel, hüllőkkel - köztük kígyókkal is -, kétéltűekkel és elpusztult szarvasmarhák tetemeivel is táplálkozik.

## Szaporodása
Feltételezhetően a szaporodási időszaka január-februárban van; a legtöbb kölyök márciusban és áprilisban látható. A fogságban a vemhesség 63-70 napig tart, ennek végén 2-3 kismacska jön világra. A kölyök születésekor 170 grammos és egy hónapos korában kezd mászkálni. Körülbelül két hónapos korában szilárd táplálékot is elkezd enni, továbbá az anyja megtanítja úszni; azonban csak 6 hónapos korában következik be az elválasztás. 8,5 hónaposan eléri a felnőtt méretet, de csak 11 hónaposan nőnek ki a végleges szemfogai. Az ivarérettséget 15 hónapos korában éri el. Fogságban akár 10 évet is élhet.

## Képek

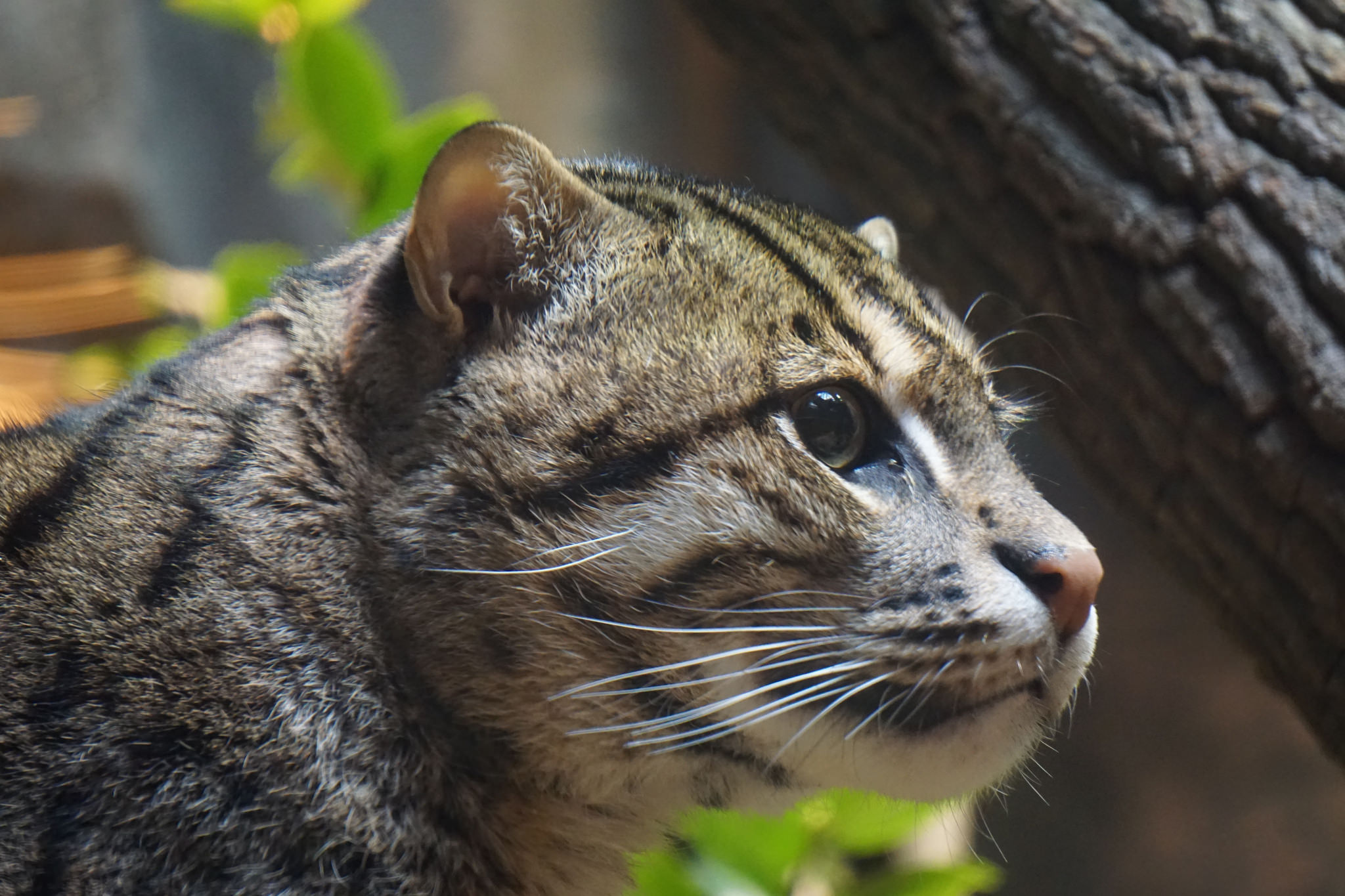
Portré
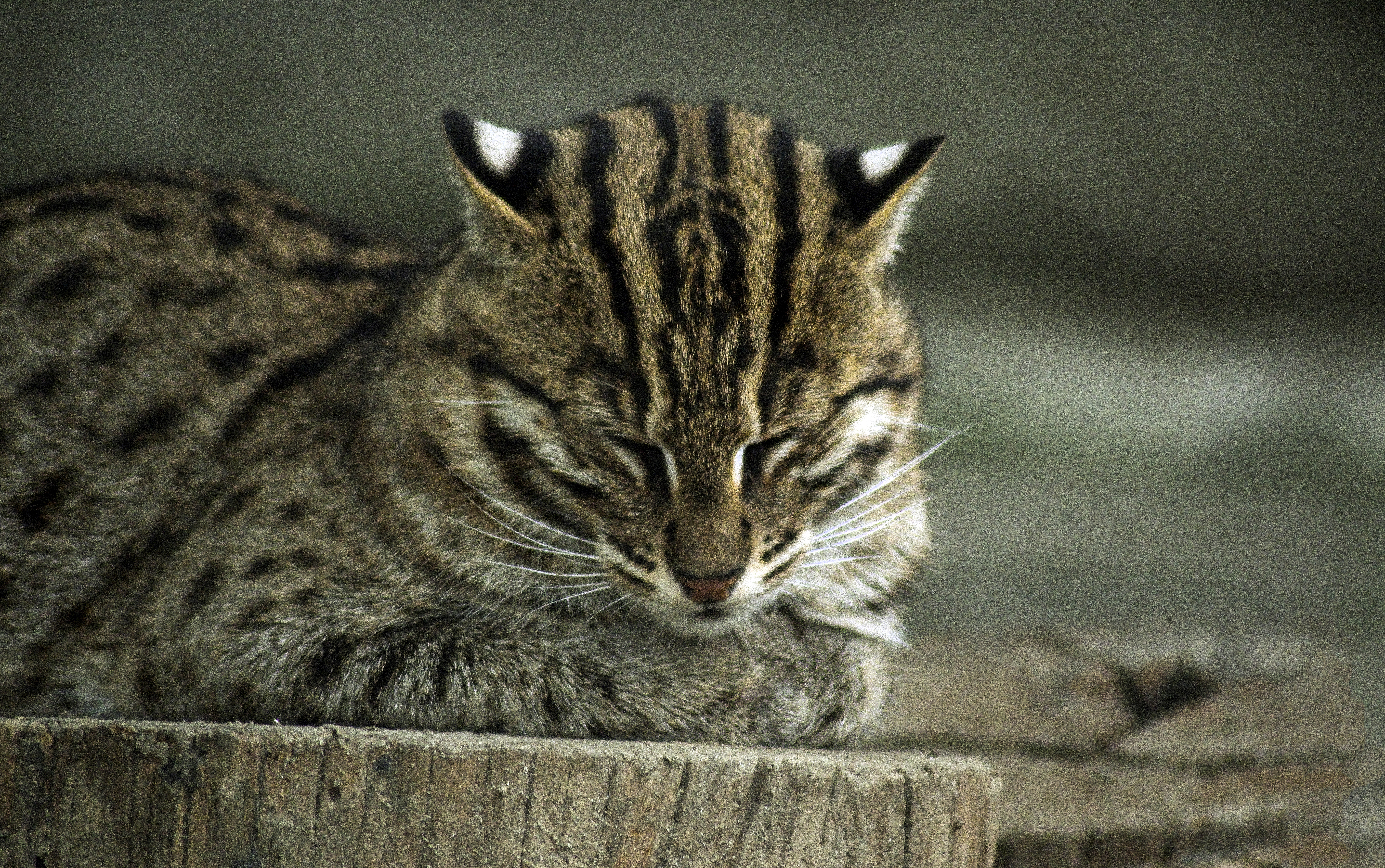
Jól látszanak a fején a csíkok és a fülein a fehér pontok
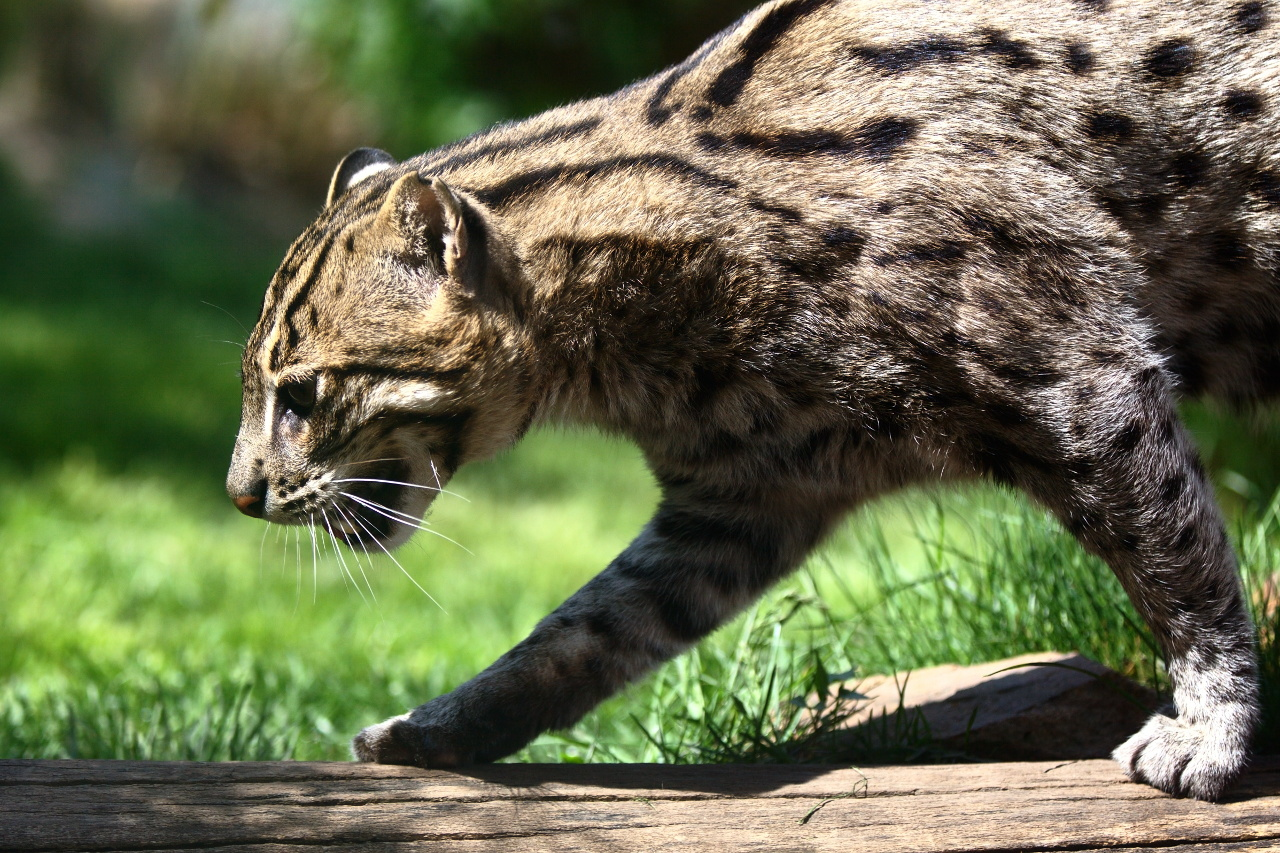
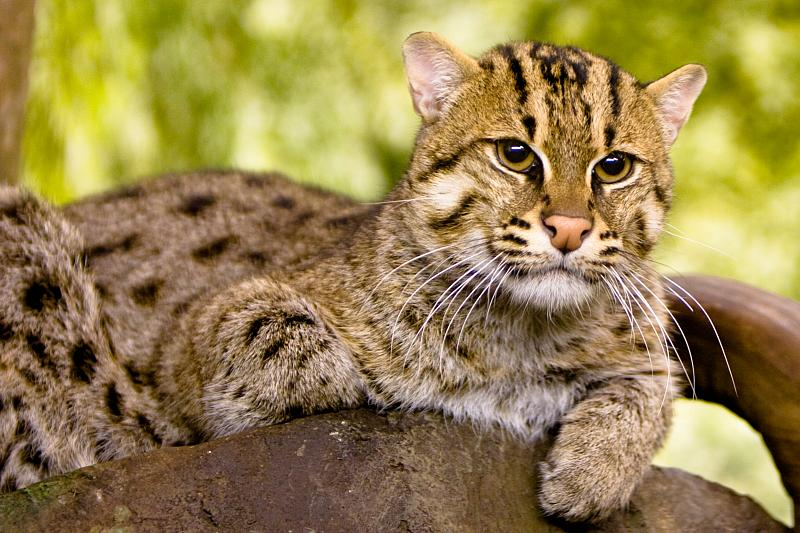
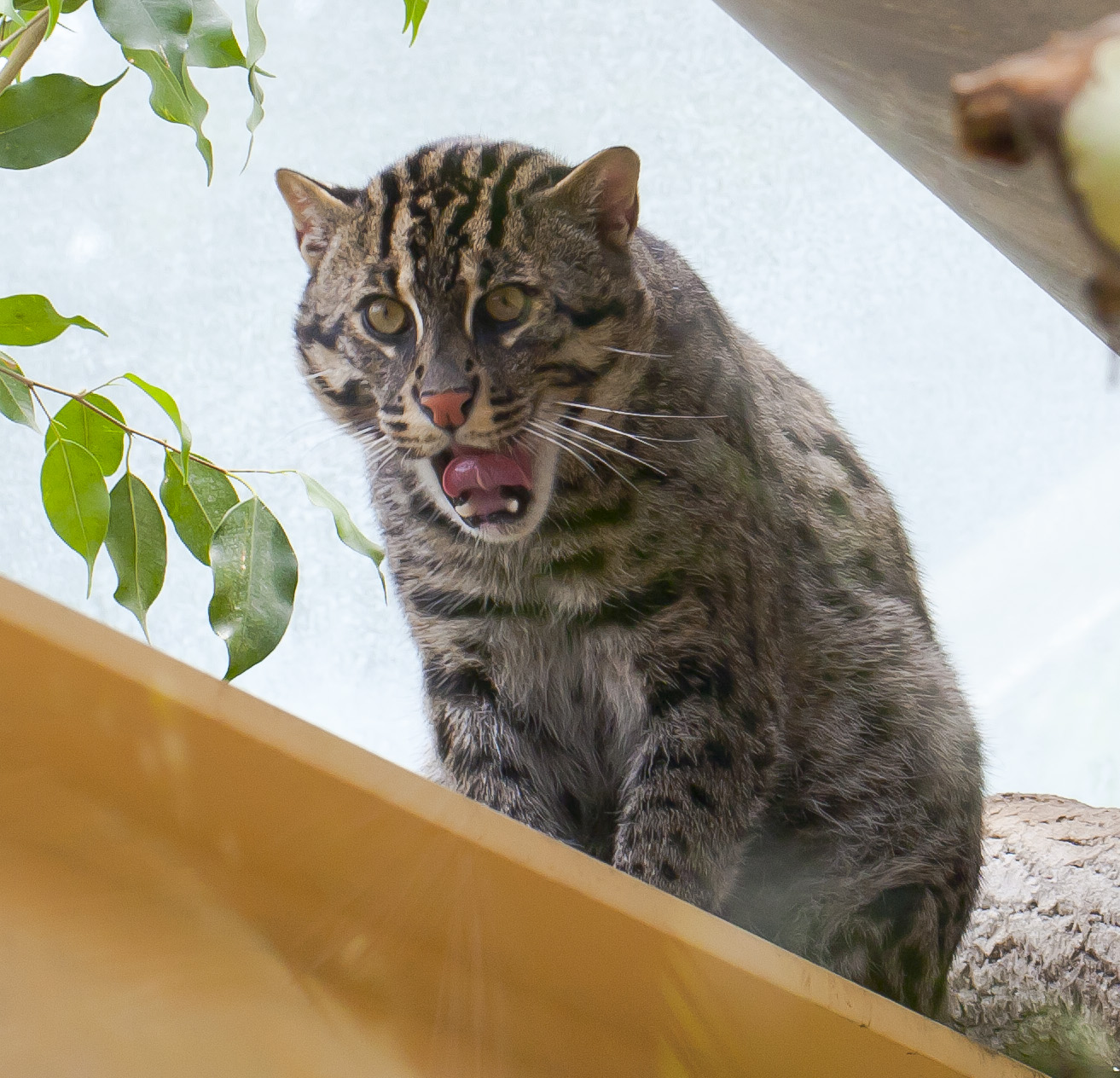
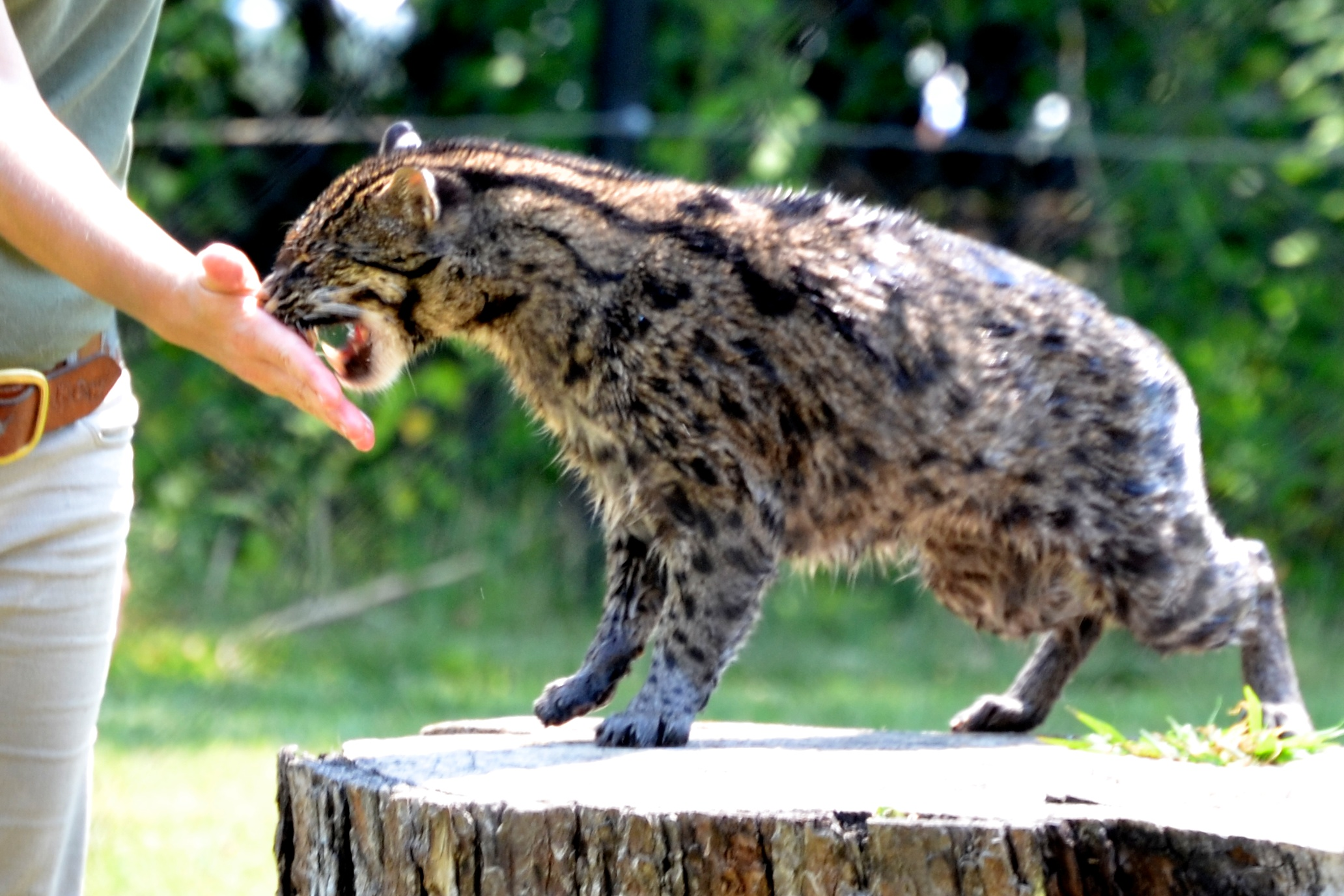
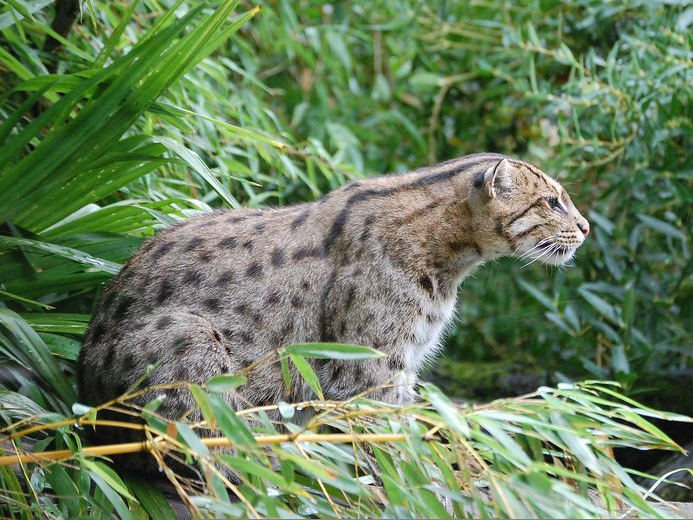
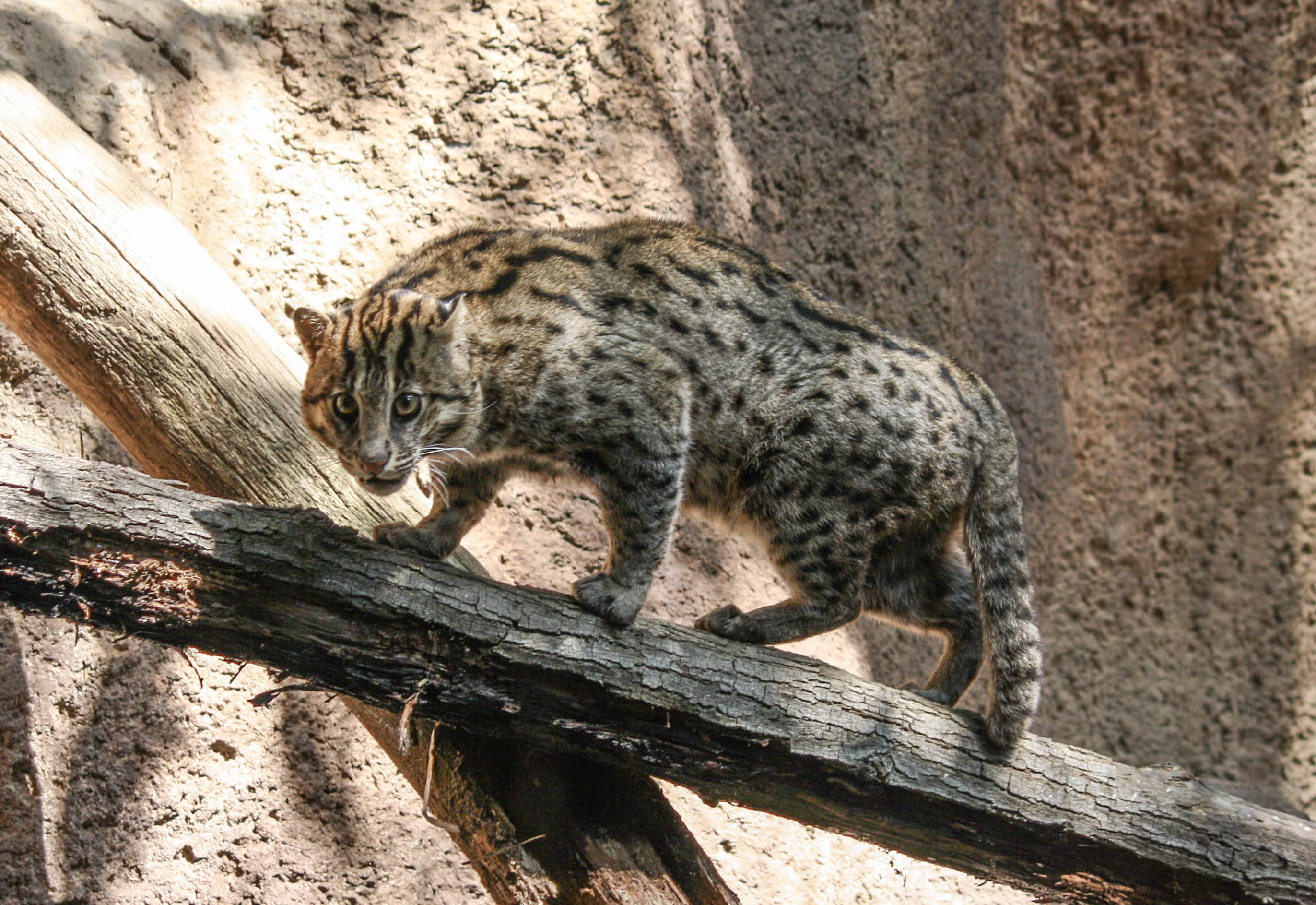

### Fordítás
- Ez a szócikk részben vagy egészben  a   Fishing cat című angol Wikipédia-szócikk ezen változatának fordításán alapul.  Az eredeti cikk szerkesztőit annak laptörténete sorolja fel. Ez a jelzés csupán a megfogalmazás eredetét és a szerzői jogokat jelzi, nem szolgál a cikkben szereplő információk forrásmegjelöléseként.